# Live at the Regal
Albums de B.B. King
My Kind of Blues
(1961) Lucille
(1968)
Live at the Regal est un album live du chanteur et guitariste américain de blues B.B. King, sorti en 1965.

## L'album
Il atteint la 78e place du Billboard 200 et la 6e du classement R&B.
En 1983, l'album est intronisé au Blues Hall of Fame de la Blues Foundation dans la catégorie « Enregistrements classiques du Blues ». En 2005, il est entré au Registre national des enregistrements de la Bibliothèque du Congrès des États-Unis. En 2006, il a reçu le Grammy Hall of Fame Award.
Rolling Stone le classe à la 141e place de son classement des 500 plus grands albums de tous les temps. Il fait partie des 1001 albums qu'il faut avoir écoutés dans sa vie.

### Titres
Tous les titres sont de Riley King et Jules Taub, sauf mentions.
1. Every Day I Have the Blues (Memphis Slim) (2:38)
2. Sweet Little Angel (4:12)
3. It's My Own Fault (John Lee Hooker, King, Taub) (3:29)
4. How Blue Can You Get? (en) (Leonard Feather) (3:44)
5. Please Love Me (3:01)
6. You Upset Me Baby (2:22)
7. Worry, Worry (Maxwell Davis, Taub) (6:24)
8. Woke Up This Mornin' (My Baby's Gone) (1:45)
9. You Done Lost Your Good Thing Now (Joe Josea, King) (4:16)
10. Help the Poor (Charlie Singleton) (2:58)

### Musiciens
- B.B. King : guitare, chant
- Leo Lauchie : basse, basse électrique
- Mayall York : basse
- Duke Jethro, Millard Lee : piano
- Sonny Freeman : batterie
- Bobby Forte, Johnny Board : saxophone ténor
- Lawrence Burdine, Barney Hubert : saxophone
- Henry Boozier, Ken Sands : trompette
- Pluma Davis : trombone